# Sunset
Sunset (дословно — «Закат») — инди-игра от первого лица, выпущенная бельгийской студией Tale of Tales 21 мая 2015 года. В Sunset игрок управляет домохозяйкой-афроамериканкой по имени Анджела, работающей на Габриэля Ортегу в вымышленной стране Анчурия, куда она приезжает.

## Игровой процесс
Sunset представляет собой игру от первого лица. Анджела Бёрнс, американская гражданка, которая посещает вымышленную страну Анчурия, должна выполнить многочисленные домашние дела за час до заката. Когда она выполняет свои задачи, игрок узнаёт больше о гражданской войне и диктаторе, который в настоящее время возглавляет Анчурию. Со временем происходят изменения как внутри дома, так и в городе, который Анжела видит через окна.

## Разработка
Разработкой Sunset занималась независимая бельгийская студия Tale of Tales, которая объявила об этом в пресс-релизе в марте 2014 года, там же был объявлен состав разработчиков, а также композитор Остин Уинтори и консультанты Ли Александр и Сент Керран.
Концепцию игры начали развивать ещё за долго до пресс-релиза. Ещё за много лет до этого, разработчики планировали выпустить игру. Команда описывала The Apartment — прототип игры от 2005 года, выпущенный в рамках 10-летнего сборника пакета разработчиков в виде сборника скетчей. Изначально Sunset включал роман между персонажем игрока и жителем квартиры. В процессе разработке, сюжет переосмыслили в сторону повседневной жизни на фоне войны. Хотя война не затрагивает непосредственно самого игрока и квартиру, разработчики заметили, что «мы все живём своей жизнью, пока на заднем плане идёт война. „Sunset“ касается всех наших жизней, которые мы ведём в наших мирных квартирах, пока мир горит снаружи».
Разработка частично финансировалась Аудиовизуальным фондом Фландрии, и дальнейшее финансирование поступило в рамках краудфандинговой кампании на Kickstarter, которая началась в июне 2014 года, она достигла своей цели в 25 000 долларов и собрала 67 636 долларов в июле 2014 года. Большая денежная сумма, собранная на Kickstarter позволила Tale of Tales подробнее развить личность игрового персонажа, а также добавить дополнительные элементы декорации, анимации и повествования.
Главная героиня Бёрнс создавалась под вдохновением Анжелы Дэвис, Пэм Гриер и Нины Симон. Одна из разработчиков, Tale of Tale’s — Аурея Харви, сама в прошлом была американским экспатриантом и данный опыт позволил лучше прописать персонажа Бёрнс. Решение выбрать 70-е годы основным временем действия в игре, разработчики объяснили, что данный период стал переходным в истории западного мира, когда он перестал быть авторитарной цивилизацией, основанной на правилах приличия и формальных традициях, и начал свой путь, как эгалитарное общество, ставившее превыше всего индивидуальную свободу. Tale of Tales заметили, что данный период был наполнен «духом невинности», когда вера в социальные перемены посредством народной революции была ещё жива. Такое чувство создатели хотели передать и в игре.
Квартира, в которой происходит основное действие, основана на дизайне «идеального холостяцкого убежища» из выпуска Playboy 1970 года; его содержание было вдохновлено содержанием парижской квартиры Ива Сен-Лорана. Основная история игры, рассказанная благодаря взаимодействию уборщицы и жителя квартиры, была частично вдохновлена фильмом «Чунгкингский Экспресс».
Выход Sunset состоялся 21 мая 2015 года для Microsoft Windows, OS X и Linux.

## Критика
| Сводный рейтинг | Сводный рейтинг |
| Агрегатор       | Оценка          |
| --------------- | --------------- |
| GameRankings    | 67,18 %         |

Оценки игровых критиков в целом можно охарактеризовать как сдержанные. Игра получила среднюю оценку 65 баллов из 100 возможных по версии агрегатора Metacritic на основе 33 отзывов.
Майкл Томсен, редактор журнала The Washington Post писал: «„Sunset“ образует красивую и порой пугающе искусственную платформу для отчуждающей ролевой игры, связанной с отношениями между работодателем и работником, на фоне исторической революции, которая угрожает её испортить». Edge присудил игре 9 из 10 баллов, заметив, что она отлично передаёт идею влияния войны, не на солдат или политиков, а на остальных людей, которые могут наблюдать за ней только со стороны. Джо Доннелли, редактор Digital Spy, оценил игру на 4 из 5 звёзд, написав, что «это уникальный взгляд на военную тему, и он вызовет у вас скрытый вуайеризм, ослепительный как в момент показа, так и в наводящий на размышления в определённых моментах». Редакция IGN присудила оценку 8,0 из 10, сказав: «Если говорить просто, „Sunset“ — это прекрасный и захватывающий опыт». Тейлор Уайлд с сайта PC Gamer оценил игру в 68 баллов 100, написав, что сама концепция игры и сюжет интересны, но впечатление портит взаимодействие персонажа и его чувства, которые несовместимы. Кимберли Уоллес с сайта Game Informer, оценил игру в 5,75 баллов из 10, заметив, что «история захватывающая, но игровой процесс быстро превращается в нелепость, а технические проблемы крайне разочаровывают». Обозреватель сайта Destructoid дал 55 баллов из 100, заметив, что игра борется с собственными техническими проблемами, зависаниями. Движения героини медленные, неуклюжие. Также есть противоречие между руководством игры и тем, что персонаж делает. Разгромный отзыв оставил критик Eurogamer, назвав Sunset неинтересной и однообразной историей с повторяющимся минималистским геймплеем и в целом плохой игрой без каких-либо эмоций.

### После выхода
Tale of Tales признались, что Sunset стала их коммерческим провалом, поскольку в первый месяц её выпуска было продано 4000 экземпляров, половина из которых были предзаказы спонсоров из Kickstarter. После данной неудачи, Tale of Tales объявили, что больше не будут заниматься коммерческими проектами видеоигр.
После провального выпуска, разработчики начали оставлять гневные комментарии в Twitter, где обвиняли в провале игры экономическую систему и само сообщество геймеров, также оставляя в их адрес резкие оскорбительные комментарии. Это стало причиной того, что Sunset стала предметом отрицательного внимания сторонников геймергейта.
Редактор сайта Gamasutra пытался дать оценку тому, почему игру ждал коммерческий провал. Во-первых, выход игры почти совпал с выходом игры ААА класса «Ведьмак 3: Дикая Охота», которая затмила своим вниманием выпуски менее известных тайтлов. Так же редактор заметил, что, во-первых, игра не выглядит привлекательной, не может предложить внятного геймплея поверх изучения знакомой среды, вдобавок Sunset страдает от серьёзных технических проблем. Также редактор назвал ошибкой решение разработчиков позиционировать свою игру, как нацеленную на традиционное геймерское сообщество, заметив, что у игр подобных жанров, того же Gone Home имеется своя крупная и обеспечивавшая прибыль игровая аудитория. Также редактор счёл странным, что разработчики консультировались с журналистами со скандальной славой, а не опытными геймдизайнерами и тем более вверили им маркетинг.

### Награды
| Награда              | Категория        | Результат | Ссылка |
| -------------------- | ---------------- | --------- | ------ |
| The Game Awards 2015 | Игры за перемены | Номинация | [ 26 ] |